# HD 129893
HD 129893, b Волка (лат. b Lupi) — двойная звезда в созвездии Волка на расстоянии приблизительно 252 световых лет (около 77,3 парсеков) от Солнца.

## Характеристики
Первый компонент (CCDM J14470-5223A) — жёлтый гигант спектрального класса G8III, или G6, или K0. Видимая звёздная величина звезды — +5,2m. Масса — около 2,571 солнечных, радиус — около 12,378 солнечных, светимость — около 54,138 солнечных. Эффективная температура — около 4914 K.
Второй компонент (CCDM J14470-5223B). Видимая звёздная величина звезды — +13m. Удалён на 8,9 угловых секунды.

## Планетная система
В 2019 году учёными, анализирующими данные проектов HIPPARCOS и Gaia, у звезды обнаружена планета.